# Distretti del Sudan

Distretti del Sudan

I distretti del Sudan rappresentano la suddivisione territoriale di secondo livello del Paese e sono pari a 133. Ciascun distretto prende il nome dal rispettivo capoluogo o ha un suo specifico toponimo.

## Mar Rosso
| Localizzazione | N°        | Distretto  | Distretto  | Distretto | Capoluogo |
| -------------- | --------- | ---------- | ---------- | --------- | --------- |
|                | 1         | Hala'ib    | Halayeb    | حلايب     | Hala'ib   |
| 2              | Bur Sudan | Port Sudan | بور تسودان | Bur Sudan |           |
| 3              | Sinkat    | Sinkat     | سنكات      | Sinkat    |           |
| 4              | Tawkar    | Tokar      | طوكر       | Tokar     |           |

## Khartum
| Localizzazione | N°               | Distretto      | Distretto    | Distretto        | Capoluogo |
| -------------- | ---------------- | -------------- | ------------ | ---------------- | --------- |
|                | 1                | al-Chartum     | Khartoum     | الخرطوم          | Khartum   |
| 2              | Um Badda         | Um Badda       | أمبدة        | Omdurman         |           |
| 3              | Omdurman         | Um Durman      | أم درمان     | Omdurman         |           |
| 4              | Karary           | Karary         | كرري         | Karary           |           |
| 5              | al-Chartum Bahri | Khartoum North | الخرطوم بحري | al-Chartum Bahri |           |
| 6              | Scharq an-Nile   | Sharg En Nile  | شرق النيل    | al-Chartum Bahri |           |
| 7              | Dschabal Aulia   | Jabal Aulia    | جبل أولياء   | Khartum          |           |

## Gezira
| Localizzazione | N°                    | Distretto        | Distretto    | Distretto     | Capoluogo |
| -------------- | --------------------- | ---------------- | ------------ | ------------- | --------- |
|                | 1                     | al-Kamlin        | El Kamlen    | الكاملين      | al-Kamlin |
| 2              | Schamal al-Dschazira  | North Al Jazeera | شمال الجزيرة | Rufa'ah       |           |
| 3              | al-Hasaheisa          | El Hsahisa       | الحصاحيصا    | al-Husayhisah |           |
| 4              | al-Managil            | El Managel       | المناقل      | al-Managil    |           |
| 5              | Dschanub al-Dschazira | South Al Jazeera | جنوب الجزيرة | Barakat       |           |
| 6              | Scharq al-Dschazira   | East Al Jazeera  | شرق الجزيرة  | Wad Madani    |           |
| 7              | Um al-Gura            | Um El Gura       | أم القرى     | Um al-Gura    |           |

## Gadaref
| Localizzazione | N°         | Distretto  | Distretto | Distretto  | Capoluogo |
| -------------- | ---------- | ---------- | --------- | ---------- | --------- |
|                | 1          | al-Faw     | El Faw    | الفاو      | al-Faw    |
| 2              | al-Fuschqa | Al Fushqa  | الفشقة    | al-Fuschqa |           |
| 3              | al-Qadarif | Gedarif    | القضارف   | al-Qadarif |           |
| 4              | al-Rahd    | Al Rahd    | الرهد     | al-Rahd    |           |
| 5              | al-Galabat | Al Galabat | قلابات    | al-Galabat |           |

## Nilo Bianco
| Localizzazione | N°             | Distretto   | Distretto | Distretto      | Capoluogo |
| -------------- | -------------- | ----------- | --------- | -------------- | --------- |
|                | 1              | ad-Duwaym   | Ad Douiem | الدويم         | ad-Duwaym |
| 2              | al-Qutaynah    | Al Gutaina  | القطينة   | al-Qutaynah    |           |
| 3              | Kusti          | Kosti       | كوستي     | Kusti          |           |
| 4              | al-Dschabalian | Al Jabalian | الجبلين   | al-Dschabalian |           |

## Nilo Azzurro
| Localizzazione | N°          | Distretto   | Distretto  | Distretto   | Capoluogo  |
| -------------- | ----------- | ----------- | ---------- | ----------- | ---------- |
|                | 1           | ad-Damazin  | Ed Damazin | الدمازين    | ad-Damazin |
| 2              | ar-Roseires | Ar Roseires | الروصيرص   | ar-Roseires |            |
| 3              | Geissan     | Geissan     | قيسان      | Geissan     |            |
| 4              | Baw         | Baw         | الباو      | Baw         |            |
| 5              | al-Kurumuk  | Al Kurumuk  | الكرمك     | al-Kurumuk  |            |

## Nord
| Localizzazione | N°        | Distretto  | Distretto  | Distretto | Capoluogo  |
| -------------- | --------- | ---------- | ---------- | --------- | ---------- |
|                | 1         | Wadi Halfa | Wadi Halfa | وادي حلفا | Wadi Halfa |
| 2              | Dunqula   | Dongola    | دنقلا      | Dunqula   |            |
| 3              | Marawi    | Merawi     | مروي       | Marawi    |            |
| 4              | ad-Dabbah | Addabah    | الدبة      | ad-Dabbah |            |

## Darfur Meridionale
| Localizzazione | N°             | Distretto      | Distretto   | Distretto         | Capoluogo |
| -------------- | -------------- | -------------- | ----------- | ----------------- | --------- |
|                | 1              | Kas            | Kas         | كاس               | Kas       |
| 2              | Edd al-Fursan  | Edd Al Fursan  | عد الفرسان  | Edd al-Fursan     |           |
| 3              | Nyala          | Nyala          | نيالا       | Nyala             |           |
| 4              | Schearia       | Shearia        | شعيرية      | Schearia Al Deain |           |
| 5              | ad-Du'ain      | Al Deain       | الضعين      | ad-Du'ain         |           |
| 6              | Adayala        | Adayala        | عديلة       | Adayala           |           |
| 7              | Buram          | Buram          | برام        | Buram             |           |
| 8              | Tulus          | Tulus          | تلس         | Tulus             |           |
| 9              | Rehed al-Birdi | Rehed Al Birdi | رهيد البردي | Rehed al-Birdi    |           |

## Kordofan Meridionale
| Localizzazione | N°              | Distretto    | Distretto | Distretto       | Capoluogo  |
| -------------- | --------------- | ------------ | --------- | --------------- | ---------- |
|                | 1               | ad-Dilling   | Delling   | الدلنج          | ad-Dilling |
| 2              | Raschad         | Rashad       | رشاد      | Raschad         |            |
| 3              | Abu Dschubaiyah | Abu Jubaiyah | أبو جبيهة | Abu Dschubaiyah |            |
| 4              | Talawdi         | Talodi       | تلودي     | Talawdi         |            |
| 5              | Kaduqli         | Kadugli      | كادقلى    | Kaduqli         |            |

## Darfur Occidentale
| Localizzazione | N°             | Distretto   | Distretto | Distretto     | Capoluogo |
| -------------- | -------------- | ----------- | --------- | ------------- | --------- |
|                | 1              | Kulbus      | Kulbus    | كلبس          | Kulbus    |
| 2              | al-Dschunaina  | Al Geneina  | الجنينة   | al-Dschunaina |           |
| 3              | Zallingi       | Zallingi    | زالنجي    | Zallingi      |           |
| 4              | Dschebel Marra | Jebel Marra | جبل مرة   | Nertiti       |           |
| 5              | Habillah       | Habillah    | هبيلة     | Habillah      |           |
| 6              | Wadi Salih     | Wadi Salih  | وادي صالح | Wadi Salih    |           |
| 7              | Mukjar         | Mukjar      | مكجر      | Mukjar        |           |

## Kordofan Occidentale
| Localizzazione | N°       | Distretto | Distretto | Distretto | Capoluogo |
| -------------- | -------- | --------- | --------- | --------- | --------- |
|                | 1        | an-Nahud  | En Nuhud  | النهود    | an-Nahud  |
| 2              | Ghebeish | Ghebeish  | غبيشة     | Ghebeish  |           |
| 3              | as-Salam | As Salam  | السلام    | as-Salam  |           |
| 4              | Lagawa   | Lagawa    | لقاوة     | Lagawa    |           |
| 5              | Abyei    | Abyei     | أبيي      | Abyei     |           |

## Cassala
| Localizzazione | N°          | Distretto    | Distretto | Distretto    | Capoluogo  |
| -------------- | ----------- | ------------ | --------- | ------------ | ---------- |
|                | 1           | Butana       | Butana    | البطانة      | El Sebbagh |
| 2              | Nahr Atbara | Nahr Atbara  | نهر عطبرة | New Halfa    |            |
| 3              | Kassala     | Kassala      | كسلا      | Kassala      |            |
| 4              | al-Gasch    | Al Gash      | القاش     | Aroma        |            |
| 5              |             | Hamashkorieb | همشكوريب  | Hamashkorieb |            |

## Nilo
| Localizzazione | N°          | Distretto   | Distretto | Distretto   | Capoluogo |
| -------------- | ----------- | ----------- | --------- | ----------- | --------- |
|                | 1           | Abu Hamad   | Abu Hamad | أبو حمد     | Abu Hamad |
| 2              | Barbar      | Berber      | بربر      | Barbar      |           |
| 3              | ad-Damir    | Ad Damer    | الدامر    | ad-Damir    |           |
| 4              | Atbara      | Atbara      | عطبرة     | Atbara      |           |
| 5              | Schandi     | Shendi      | شندي      | Schandi     |           |
| 6              | al-Matammah | Al Matammah | المتمة    | al-Matammah |           |

## Sennar
| Localizzazione | N°        | Distretto | Distretto | Distretto | Capoluogo |
| -------------- | --------- | --------- | --------- | --------- | --------- |
|                | 1         | Sannar    | Sennar    | سنار      | Sannar    |
| 2              | Sindscha  | Singa     | سنجة      | Sindscha  |           |
| 3              | ad-Dindar | Ad Dinder | الدندر    | ad-Dindar |           |

## Darfur Settentrionale
| Localizzazione | N°         | Distretto | Distretto | Distretto  | Capoluogo |
| -------------- | ---------- | --------- | --------- | ---------- | --------- |
|                | 1          | Mellit    | Mellit    | مليط       | Mellit    |
| 2              | Kutum      | Kutum     | كتم       | Kutum      |           |
| 3              | Kabkabiya  | Kabkabiya | كبكابية   | Kabkabiya  |           |
| 4              | al-Faschir | Al Fasher | الفاشر    | al-Faschir |           |
| 5              | Um Kadada  | Um Kadada | أم كدادة  | Um Kadada  |           |

## Kordofan Settentrionale
| Localizzazione | N°                | Distretto        | Distretto  | Distretto         | Capoluogo |
| -------------- | ----------------- | ---------------- | ---------- | ----------------- | --------- |
|                | 1                 | Sowdari          | Sowdari    | سودري             | Sowdari   |
| 2              | Jibrat al-Scheikh | Jebrat al Sheikh | جبرة الشيخ | Jibrat al-Scheikh |           |
| 3              | Bara              | Bara             | بارا       | Bara              |           |
| 4              | Scheikan          | Sheikan          | شيكان      | Scheikan          |           |
| 5              | Um Rawaba         | Um Rawaba        | أم روابة   | Um Rawaba         |           |

## Ex distretti (dal 2010 nel Sudan del Sud)
Equatoria Centrale 
| Localizzazione | N°        | Distretto | Distretto | Distretto | Capoluogo |
| -------------- | --------- | --------- | --------- | --------- | --------- |
|                | 1         | Terakeka  | Terakeka  | تركاكا    | Terakeka  |
| 2              | Dschuba   | Juba      | جوبا      | Juba      |           |
| 3              | Nahr Yei  | Nahr Yei  | ياي       | Yei       |           |
| 4              | Kajo Keji | Kajo Keji | كاجوكاجي  | Kajo Keji |           |

 Equatoria Orientale 
| Localizzazione | N°       | Distretto | Distretto | Distretto | Capoluogo |
| -------------- | -------- | --------- | --------- | --------- | --------- |
|                | 1        | Magwi     | Magwi     | ماقوي     | Magwi     |
| 2              | Amatonge | Amatonge  | الأماتونج | Torit     |           |
| 3              | Chukudum | Shokodom  | شوكودوم   | Chukudum  |           |
| 4              | Kapoita  | Kapoeta   | كبويتا    | Kapoita   |           |

 Jonglei 
| Localizzazione | N°         | Distretto    | Distretto    | Distretto | Capoluogo |
| -------------- | ---------- | ------------ | ------------ | --------- | --------- |
|                | 1          | Fam Al Zaraf | Fam Al Zaraf | فم الزراف | Pangak    |
| 2              | Ayod       | Ayod         | أيوت         | Ayod      |           |
| 3              | Waat       | Wat          | واط          | Waat      |           |
| 4              | Akobo      | Akobo        | ،أكوبو       | Akobo     |           |
| 5              | Nahr Atiem | Nahr Atiem   | نهر اتيم     | Kongor    |           |
| 6              | Bur        | Bor          | بور          | Bur       |           |
| 7              | Pibor      | Pibor        | البيبور      | Pibor     |           |

 Laghi 
| Localizzazione | N°     | Distretto | Distretto | Distretto | Capoluogo |
| -------------- | ------ | --------- | --------- | --------- | --------- |
|                | 1      | Shobet    | Shobet    | شوبات     | Shobet    |
| 2              | Rumbik | Rumbek    | رمبيك     | Rumbik    |           |
| 3              | Yirol  | Yerol     | يرول      | Yirol     |           |
| 4              | Aliab  | Aliab     | ألياب     | Aliab     |           |

 Bahr al-Ghazal Settentrionale 
| Localizzazione | N°               | Distretto | Distretto | Distretto | Capoluogo |
| -------------- | ---------------- | --------- | --------- | --------- | --------- |
|                | 1                | Aryat     | Aryat     | أريات     | Aryat     |
| 2              | Uwail            | Aweil     | أويل      | Uwail     |           |
| 3              | Wanjuk (Wanyjok) | Wanjuk    | وانجوك    | Wanjuk    |           |
| 4              | Nahr Lol         | Nahr Lol  | نهر لول   | ?         |           |

 Unità 
| Localizzazione | N°       | Distretto | Distretto | Distretto | Capoluogo |
| -------------- | -------- | --------- | --------- | --------- | --------- |
|                | 1        | al-Mayom  | Al Mayom  | المايوم   | al-Mayom  |
| 2              | Rabkona  | Rabkona   | ربكونا    | Rabkona   |           |
| 3              | Faring   | Faring    | فرنج      | Faring    |           |
| 4              | al-Lairi | Al Lairi  | الليري    | al-Lairi  |           |

 Alto Nilo 
| Localizzazione | N°        | Distretto | Distretto | Distretto | Capoluogo |
| -------------- | --------- | --------- | --------- | --------- | --------- |
|                | 1         | Tonga     | Tonga     | تونجة     | Tonga     |
| 2              | Faschoda  | Fashoda   | فشودة     | Kodok     |           |
| 3              | Malut     | Malut     | ملوط      | Malut     |           |
| 4              | ar-Rank   | Renk      | الرنك     | ar-Rank   |           |
| 5              | al-Mabien | Al Mabien | المابان   | al-Mabien |           |
| 6              | Mayot     | Mayot     | مايوت     | Mayot     |           |
| 7              | Sobat     | Sobat     | السوباط   | Sobat     |           |
| 8              | Baleit    | Baleit    | باليت     | Baleit    |           |

 Warrap 
| Localizzazione | N°      | Distretto | Distretto | Distretto | Capoluogo |
| -------------- | ------- | --------- | --------- | --------- | --------- |
|                | 1       | Malik     | Malek     | مالك      | Malik     |
| 2              | Gogrial | Gogrial   | قورقيال   | Gogrial   |           |
| 3              | Warab   | Warab     | واراب     | Warab     |           |
| 4              | Tonj    | Tonj      | التونج    | Tonj      |           |

 Bahr al-Ghazal Occidentale 
| Localizzazione | N°       | Distretto | Distretto | Distretto | Capoluogo |
| -------------- | -------- | --------- | --------- | --------- | --------- |
|                | 1        | Radscha   | Raja      | راجا      | Radscha   |
| 2              | Waw      | Wau       | واو       | Waw       |           |
| 3              | Nahr Jur | Nahr Jur  | نهر الجور | ?         |           |

 Equatoria Occidentale 
| Localizzazione | N°     | Distretto | Distretto | Distretto | Capoluogo |
| -------------- | ------ | --------- | --------- | --------- | --------- |
|                | 1      | Tambura   | Tombura   | طمبرة     | Tambura   |
| 2              | Yambio | Yambio    | يامبيو    | Yambio    |           |
| 3              | Maridi | Meridi    | مريدي     | Maridi    |           |
| 4              | Mundri | Mundri    | مندري     | Mundri    |           |